# 半真派克花介
半真派克花介（学名：Pacambocythere semifacta）为粗面介科派克花介屬下的一个种。